# Cynthia Tuwankotta
Cynthia Tuwankotta (* 28. Juni 1977) ist eine ehemalige indonesische Badmintonspielerin.

## Karriere
Cynthia Tuwankotta gewann 1999 Bronze bei den Asienmeisterschaften im Doppel mit Eti Tantra. Im gleichen Jahr siegten beide bei den Südostasienspielen. Bei den Olympischen Sommerspielen 2000 wurde die Paarung Fünfte.  Bereits 1997 hatte sie die Polish Open für sich entscheiden können.

## Erfolge
| Saison | Veranstaltung                   | Disziplin   | Platz | Name                                     |
| ------ | ------------------------------- | ----------- | ----- | ---------------------------------------- |
| 1997   | Polish Open                     | Damendoppel | 1     | Eti Tantra / Cynthia Tuwankotta          |
| 1997   | French Open                     | Damendoppel | 1     | Eti Tantra / Cynthia Tuwankotta          |
| 1997   | Indonesia Open                  | Damendoppel | 5     | Eti Tantra / Cynthia Tuwankotta          |
| 1998   | Indonesia Open                  | Damendoppel | 3     | Eti Tantra / Cynthia Tuwankotta          |
| 1998   | Brunei Open                     | Damendoppel | 3     | Eti Tantra / Cynthia Tuwankotta          |
| 1999   | Südostasienspiele               | Damendoppel | 1     | Eti Tantra / Cynthia Tuwankotta          |
| 1999   | Asienmeisterschaft              | Damendoppel | 3     | Eti Tantra / Cynthia Tuwankotta          |
| 1999   | Japan Open                      | Damendoppel | 5     | Eti Tantra / Cynthia Tuwankotta          |
| 1999   | Indonesia Open                  | Damendoppel | 3     | Eti Tantra / Cynthia Tuwankotta          |
| 2000   | Olympia                         | Damendoppel | 5     | Eti Tantra / Cynthia Tuwankotta          |
| 2000   | Indonesia Open                  | Damendoppel | 3     | Eti Tantra / Cynthia Tuwankotta          |
| 2006   | Swedish International Stockholm | Mixed       | 1     | Imam Sodikin / Cynthia Tuwankotta        |
| 2006   | Austrian International          | Damendoppel | 1     | Cynthia Tuwankotta / Atu Rosalina        |
| 2006   | Swedish International Stockholm | Mixed       | 1     | Imam Sodikin Irawan / Cynthia Tuwankotta |